# Strome (Alberta)
Strome est un village (village) du Comté de Flagstaff, situé dans la province canadienne d'Alberta.

## Démographie
En tant que localité désignée dans le recensement de 2011, Strome a une population de 228 habitants dans 100 de ses 117 logements, soit une variation de -9.5% avec la population de 2006. Avec une superficie de 0,918 0 km2, village possède une densité de population de 248,366 0 hab/km2 en 2011.
Concernant le recensement de 2006, Strome abritait 252 habitants dans 105 de ses 114 logements. Avec une superficie de 0,918 0 km2, village possédait une densité de population de 274,5 hab/km2 en 2006.
| 2001 | 2006 | 2011 | 2016 |
| ---- | ---- | ---- | ---- |
| 273  | 252  | 228  | 260  |